# 唐河之战
唐河之战是宋辽战争中的一场战役，发生在988年十一月。结果宋军凭借静塞军骑兵冲垮辽国骑军，获得胜利。

## 过程

### 辽军起兵
宋太宗端拱元年（988年）,辽统和六年六月。辽朝自君子馆得胜之后开始为下一轮南征做准备，“晓谕诸道兵马准备南征用的攻城器具。”以八月，辽朝进行以青牛白马祭天仪式。九月十四日，辽圣宗亲临南京（幽州），十九日祭旗鼓，正式南下进攻宋朝。二十六日，辽军到达涿州，用箭射帛书入城中劝宋军投降，宋军没有理会。辽军于10月开始围攻涿州，在苦战后占领此城，驸马萧勤德、太师闼览中箭受伤。
另外辽军在代州方向也发动了进攻，但被宋将张齐贤打败。
又十一月六日，辽圣宗率领的辽军围攻长城口。宋军被击溃试图逃遁，辽军耶律斜轸对宋军进行劝降，宋军没有理会，辽圣宗与韩德让联手率军截击突围的宋军，将其“杀获殆尽”。十一月初八日，辽军开始进攻满城，将其包围，三日后即将其攻破。城中宋军曾打开北门逃亡，辽圣宗遣使劝降宋军将领，宋军将领接受，率宋军投降。然后在数日内，辽军又攻破祁州、新乐、小狼山砦，推進到唐河以北。

### 唐河会战

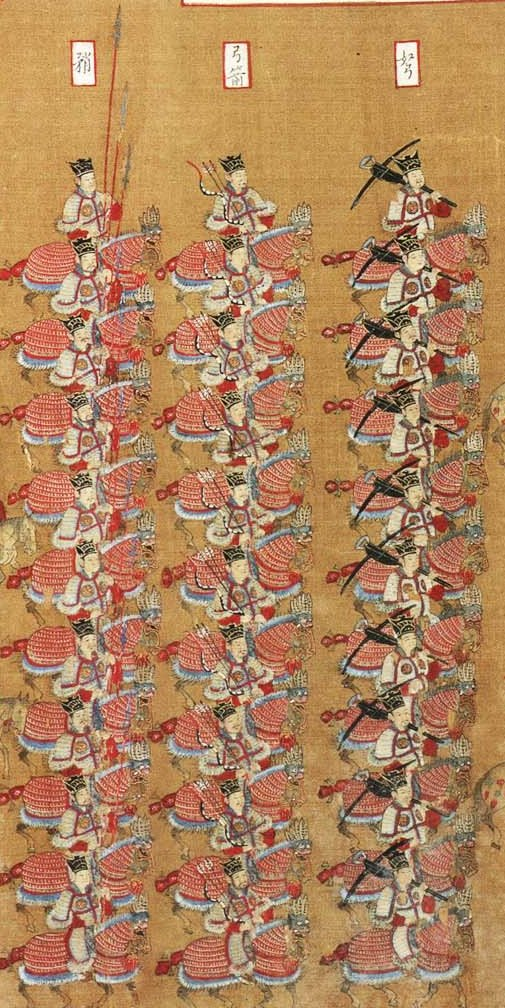
北宋骑兵（取自宋代大驾卤薄图）

此时宋军河北诸将因为宋太宗坚壁清野的命令而不打算出城野战。判四方馆事、领播州刺史、定州路行营马步军都监袁继忠却要违反诏令出战，他说：“契丹在近，今城中屯重兵而不能歼灭，令他们长驱直入，侵掠四方州县。我虽然也想安稳无事，但绝不受此侮辱，愿身先士卒，死于敌手！”辞气慷慨，众皆伏。中黄门林延寿连忙拿出不许出战的诏书劝阻诸将不要出战。但是这时保顺军节度使、侍卫親軍马军司都指挥使、定州都部署李继隆慨然道："将在外，君命有所不受！往年我在河间（君子馆）不死，就是要留得有用之身，报效国家！"之后与袁继忠一同出战。
宋军原来的易州静塞军骑兵非常骁勇，李继隆把他们调到了自己的麾下，但却把他们的家人都留在了易州，当时袁继忠就劝他说:“把这些人调离易州，一旦辽军来袭，恐怕易州保不住。”李继隆没有听从，后来辽军果然来攻易州，易州沦陷后静塞军的家人也被掳走。李继隆这时想把他们打散分配到各军，以防生变。袁继忠又劝他说：“不可以，只能给他们加官，并给以优厚俸禄，使他们为国尽节。”李继隆这次接受了他的提议，果不其然静塞军将士非常感动，李继忠更是求李继隆让他成为他的手下。于是宋军定州部队与静塞军一起出战。
在宋辽两军交战时，静塞军骑兵作为宋军的先锋，作战勇猛，首先攻入敌阵并冲垮辽军阵型，辽军大败，宋军追击到曹河，杀死敌军一万五千余人，获马万匹。捷报送至汴梁，群臣互相庆祝，宋太宗下诏褒奖诸将，给予丰厚的赏赐。

## 后续
此战辽军虽然遭到挫败，但是却没有退回辽国。直到次年(989年)正月初一才班师回朝。